# Главная улица (фильм)
«Главная улица» (англ. Main Street) — драматический фильм, снятый в США. Премьера в мире — 21 октября 2010 года. Релиз на DVD — 22 февраля 2012.

## Сюжет
Небольшой город Дарем находится в экономической стагнации, а местная администрация не в состоянии самостоятельно найти пути выхода из кризиса. Тем временем, в город прибывает Гас Лерой — представитель компании по переработке опасных отходов. Он арендует склад для хранения отходов и выступает с предложением к местным чиновникам создать завод по переработке отходов, что позволит ликвидировать безработицу, но потенциально ухудшит экологию. Параллельно главной, в фильме развиваются любовная и ностальгическая сюжетные линии.

## В ролях
| Роль             | Актёр                  |
| ---------------- | ---------------------- |
| Гас Леррой       | Колин Фёрт             |
| Харрис Паркер    | Орландо Блум           |
| Вилла Дженкинс   | Патриша Кларксон       |
| Мери Сандерс     | Эмбер Тэмблин          |
| Ховард Мерсер    | Эндрю МакКарти         |
| Джорджианна Карр | Эллен Бёрстин          |
| Фрэнк            | Том Вопат              |
| Миртл Паркер     | Марго Мартиндейл       |
| Майор            | Исайя Уитлок - младший |
| Мириам           | Виктория Кларк         |

## Производство
Фильм почти полностью снят в Дареме (Северная  Каролина) в апреле и мае 2009 года. Сценарий написал писатель Хортон Фут, лауреат Пулитцеровской премии, побывав в городе Дарем за несколько лет до этого. Вскоре Фут умер. Сценарий фильма "Главная улица" стал последним в его фильмографии.
Компания Мириад Пикчерз купила международное право на распространение в мае 2009 года. Фильм был презентован на Каннском кинофестивале 2009 года его производителями и звездами. В дальнейшем картина демонстрировалась на небольших кинофестивалях в Остине, Индианаполисе и Аризоне.